# Простки (гмина)
Простки (пол. Prostki) — сельская гмина (волость) в Польше, входит как административная единица в Элкский повет, Варминьско-Мазурское воеводство. Население — 7509 человек (на 2004 год).

## Демография
| Перепись                       | Всего   | Всего | Женщины | Женщины | Мужчины | Мужчины |
| ------------------------------ | ------- | ----- | ------- | ------- | ------- | ------- |
| Единицы                        | человек | %     | человек | %       | человек | %       |
| Население                      | 7509    | 100   | 3696    | 49,2    | 3813    | 50,8    |
| Плотность населения (чел./км²) | 32,6    | 32,6  | 16      | 16      | 16,5    | 16,5    |

## Сельские округа
1. Бобры
2. Богуше
3. Борки
4. Бзуры
5. Цисы
6. Чипрки
7. Домбровске
8. Длугохожеле
9. Длугоше
10. Дыбово
11. Дыбувко
12. Глинки
13. Горчице
14. Гуты-Рожыньске
15. Ебрамки
16. Катажиново
17. Кобылин
18. Кобылинек
19. Копийки
20. Косиново
21. Крупин
22. Кшиве
23. Кшивиньске
24. Курчонтки
25. Липиньске-Мале
26. Мархевки
27. Мехово
28. Милуше
29. Новаки
30. Ольшево
31. Острыкул
32. Попово
33. Простки
34. Ружыньск-Вельки
35. Сокулки
36. Солтманы
37. Тачки
38. Виснёво-Элцке
39. Завады-Творки
40. Желязки
41. Церне
42. Кибисы
43. Войтеле
44. Недзведзке

## Соседние гмины
1. Гмина Бяла-Писка
2. Гмина Элк
3. Гмина Граево
4. Граево
5. Гмина Калиново
6. Гмина Райгруд
7. Гмина Щучин